# Подхребтовое
Подхребтовое — село в Туапсинском районе Краснодарского края.
Входит в состав Новомихайловского городского поселения.

## География
Село расположено в горно-лесной зоне, в верховьях реки Нечепсухо. Расстояние до посёлка Новомихайловский — 15 км, грунтовая автодорога.

## История
Село основано в 1866 году. С 1870 года деревня Подхребтовая числилась в списках Вельяминовского отдела Черноморского округа. С 1955 года село Подхребтовое в составе Новомихайловского сельского Совета, с 1991 года — Новомихайловского сельского округа.

## Население
| 1999 | 2002 | 2010 |
| ---- | ---- | ---- |
| 69   | ↘43  | ↗44  |